# Max Förster (Anglist)
Max Theodor Wilhelm Förster (* 8. März 1869 in Danzig, Preußen; † 10. November 1954 in Wasserburg am Inn) war ein deutscher Anglist.

Max Förster

## Werdegang
Förster war ein Sohn des preußischen Generalarztes Theodor Wilhelm Förster (1834–1915) und seiner Ehefrau Cäsarine, geb. Schultze (1838–1924).
Nach dem Besuch des Gymnasiums Paulinum in Münster (1879–1888) studierte er vergleichende Sprachwissenschaften, Germanistik und Anglistik in Münster, Bonn und Berlin. Seit dem Studium gehörte er dem Akademisch-Neuphilologischen Verein Bonn (seit 1910 Neuphilologische Verbindung Nassovia) an, einer fachwissenschaftlichen Studentenverbindung im Weimarer Kartellverband. Im Dezember 1892 promovierte er mit einer von Julius Zupitza betreuten Arbeit Über die Quellen von Älfrics Homiliae catholicae in Berlin zum Dr. phil.
Nach dem zwangsweisen Militärdienst wurde Förster im Oktober 1894 Lektor der englischen Sprache an der Universität Bonn, an der er sich im Dezember 1896 habilitierte. Am 1. März 1897 wurde er dort als Professor bestallt.
Zum 1. November 1898 folgte Förster einem Ruf als außerordentlicher Professor für englische Philologie nach Würzburg. Dort wurde er im Dezember 1902 zum ordentlichen Professor ernannt. Im Oktober 1909 wechselte er als Nachfolger von Albrecht Wagner an die Friedrichs-Universität Halle. Ab 1910 lehrte er an der Universität Leipzig und ab 1925 an der Ludwig-Maximilians-Universität München.
Förster diente während des Ersten Weltkrieges als Soldat. 1914 war er im Range eines Leutnants in der Kadettenausbildung in Potsdam eingesetzt.
1934 wurde Förster zwangsweise emeritiert. Noch im selben Jahr übernahm er eine Gastprofessur an der Yale University in den Vereinigten Staaten.
Von den nationalsozialistischen Polizeiorganen wurde Förster nach seiner Emigration als Staatsfeind eingestuft: Im Frühjahr 1940 setzte das Reichssicherheitshauptamt in Berlin – das ihn irrtümlich in Großbritannien vermutete – ihn auf die Sonderfahndungsliste G.B., ein Verzeichnis von Personen, die im Falle einer erfolgreichen Invasion und Besetzung der britischen Inseln durch die Wehrmacht von den Besatzungstruppen nachfolgenden Sonderkommandos der SS mit besonderer Priorität ausfindig gemacht und verhaftet werden sollten.
Nach Ende des Zweiten Weltkriegs übernahm Förster 1945/46 die Vertretung des anglistischen Lehrstuhls in München.
Schwerpunkt von Försters wissenschaftlichen Arbeit waren die keltischen Lehnwörter. Daneben existiert von ihm umfangreiches Schrifttum zur englischen Literaturgeschichte.
Er war Mitglied der Bayerischen, der Sächsischen und der Heidelberger Akademie der Wissenschaften sowie seit 1934 korrespondierendes Mitglied der British Academy.

## Ehrungen
- 1953: Großes Verdienstkreuz der Bundesrepublik Deutschland

## Schriften (Auswahl)
- Über die Quellen von Älfrics Homiliae catholicae, 1892. (Dissertation)
- Altenglisches Lesebuch für Anfänger. Winter, Heidelberg 1913 (7. Aufl. 1963).
- Die Beowulf-Handschrift. Teubner, Leipzig 1919.
- Keltisches Wortgut im Englischen. Eine sprachliche Untersuchung. Niemeyer, Halle 1921.
- Beowulf-Materialien. 5. Aufl. Winter, Heidelberg 1928.
- Zur Geschichte des Reliquienkultus in Altengland. Bayerische Akademie der Wissenschaften, München 1943.
- Vom Fortleben antiker Sammellunare im Englischen und in anderen Volkssprachen, Anglia 67/68 (1944), S. 1–171.
- (Hrsg.): Die Vercelli-Homilien. I. - VIII. Homilie. Wissenschaftliche Buchgesellschaft, Darmstadt 1964 (Nachdruck der Ausgabe 1932).